# Novomixàstovskaia
Novomixàstovskaia - Новомышастовская (rus) - és una stanitsa del krai de Krasnodar, a Rússia. Es troba a les terres baixes de Kuban-Azov, en un dels braços del delta del riu Kuban, a 33 km al sud-est de Poltàvskaia i a 38 al nord-oest de Krasnodar.
Pertany a aquesta stanitsa el khútor de Prikubanski.

## Història
La localitat fou fundada el 1823 per cosacs provinents d'un assentament previ erigit el 1792-1793, Mixastovski, que no va ser jutjat convenient per part dels colons per manca d'aigua potable i per trobar-se a la zona del cordó defensiu del Caucas, constantment sotmès a les incursions dels pobles de la muntanya. Els fundadors de Mixastovski eren cosacs de Zaporojia restablerts al Kuan, conduïts pel iessaül Gulik. El poble va créixer per la immigració de camperols de les gubèrnies de Txernígov i Poltava i per altres desplaçats del Kuban. El 1838 és designada ja stanitsa. La localitat es desenvolupà econòmicament durant la segona meitat del segle xx, de manera que a les acaballes de segle la població ja era de 7.866 habitants i s'hi havien construït dues escoles (el 1865 i el 1890) i diversos establiments comercials i industrials. El poder soviètic s'hi establí el 1920 i el 1931 les seves terres van ser col·lectivitzades en un kolkhoz.